# Pot k domu
Pot k domu je mladinska božična igra s petjem in z deklamacijami, ki jo je napisala pesnica in dramatičarka Ljudmila Poljanec. Izšla je leta 1923 v samozaložbi na Ptuju, založnik pa je V. Blanke. Vsebinsko jo sestavlja pet poglavij: Božič v gozdu, Božič na bojišču, Begunci pri jaslicah, Božično kolo in Živa slika.  V pesmih se izraža domoljubje in spomin na zgodovino ter padle vojake. Igra se dogaja na božični večer, ko vsi po domovih praznujejo rojstvo Jezusa razen tistih, ki so bili izgnani in na ta večer iščejo pot domov. Od tod tudi naslov za igro.

## Vsebina

### Božič v gozdu
Dogaja se v zimskem gozdu, kjer tri vile pojejo hvalnico naravi, palčki pa postavljajo božično drevo. Opevajo bore, jelke in veter, ki z vej sipa sneg, ter že slutijo prihod pomladi in toplote. Hrast, lipa in jelka oživijo in v daljavi opazujejo boj med narodi. 

Lipa tiha sanjajoča,

veje zgane šepetaje:

"Tam za sinjimi gorami

se rodil je mladi dan!

In vsi narodi teptani

vstajajo, gredo čez plan!

Z lovor venci so oviti,

zmage meč krepi jim dlan,

in v pomladi solčnem sviti

gre med narode - Slovan!

Igra se dogaja na božično noč na bojišču, kjer ležijo ranjenci in mrtvi, iz ozadja pa se sliši polglasno božično petje. Ranjenec, ki leži v snegu in je naslonjen na skalo hrepeni in kliče po svojem domu, ženi in otrocih. Želi si, da bi bil na božični večer v svoji domovini z družino in jih še zadnjič videl. Ve, da bo umrl, zato prosi Boga, naj bdi nad njegovo družino. Ko umre, začnejo prihajati angeli s svečami, božičnimi darovi in cveticami ter postavijo božično drevo. Angeli svojo pesem poklonijo padlim vojakom, ki so umrli za domovino in jim v roke položijo šopke. 

O, Bog na nebu - vsliši prošnje moje:

Naj domovini se zjasné nebesa,

naj mojim dragim sije zvezda zlata ...

in mir ljubezni vlada naj med brati - 

a meni mirno daj v tujini spati!

Dogaja se v Betlehemu, v ozadju so gore in morje. Pri jaslih se zbirajo skupine beguncev, mornarjev in otrok. Begunka iz Primorja z dvema otrokoma opeva popotnike in romarje, ki so ostali brez domov in miru. Prišli so v Betlehem, da bi našli srečo. Objokuje sonce in Kras, kjer so jim porušili domove in jih izgnali. Sledi petje mornarjev, ki pojejo o morju in soncu. Skupina otrok poje o domu in kruhu, ki so jim ga vzeli tujci, ter položi rože v jasli. Pojejo o očetu in mami, ki umirata in sprašujejo Jezusa, zakaj jih je zapustil, ko so prišli tujci na Kras. 

Mi smo popotniki, romarji

brez doma, brez rodnega krova!

In naše so steze v široki svet,

brez miru in blagoslova.

Šepeče v slovo nam morski val,

in burja snežena prek kraških tal

za nami brije in brije!

Ni zvezde, da z neba nam sije!

Na sredi je božično drevo, v ozadju so jasli. Okoli drevesa se zberejo v belo oblečene deklice z venčki v laseh, se pozdravijo, objamejo, poljubijo in začnejo plesati. Nato spregovori vila o mladini, o njihovih nasmehih in sreči, ki jih še čaka.

Mladina! Tvoja je sreča tvoja edina!

Naj ne ugasne ti zvezda prekrasna!

Naj ti bo pot svetla in jasna!

In sveta ljubezen, ki zdaj te ogreva

naj te spremlja do zadnega dneva!

Ah - ljubi svoj dom, svoj Betlehem

in božja sreča - kraljuje naj v njem!

V ozadju so jaslice, na odru pa so zbrani vsi vojaki, angelčki, primorski, koroški in panonski begunci in vile. Zberejo se okrog jaslic in zapojejo božično pesem Sveta noč.

Spavaj sladkó tu v jaslicah trdih

spavaj sladko, o Ježušček moj!

Srcé ti vzelo dol iz nebá je

gorka ljubezni mnogo seboj!

- Ljudmila Poljanec

 Portal:Literatura

Ljudmila Poljanec. Pot k domu. Ptuj: Samozaložba, 1923.